# Prostitution i Syrien
Prostitution är illegalt i Syrien.  
Historiskt var prostitution starkt associerad med slaveri i Syrien. Islamisk lag förbjöd prostitution, men tillät män att utnyttja sina slavinnor sexuellt i enlighet med principen om konkubiner inom islam, och prostitution praktiserades genom att ett hallick sålde sin slavinna på bazaaren (slavmarknaden) till en manlig kund, som lämnade tillbaka henne, officiellt på grund av missnöje, sedan han hade haft samlag med henne; detta var en form av prostitution som var laglig och accepterad.
Under Franska mandatet för Syrien och Libanon (1923−1946) var prostitution lagligt  enligt det system med reglementerad prostitution som rådde i Frankrike. Det innebar att myndigheterna utfärdade licens till bordeller på villkor att dess anställda registrerade sig och underkastades regelbundna undersökningar för sexuella sjukdomar. 
Prostitution förbjöds efter den franska kolonialtiden. Förbudet praktiseras dock inte fullt ut. 
Syrien är en betydande destination för illegal människohandel för sexuella ändamål. 